# Kurt Hockerup
Kurt Hockerup (18. december 1944 – 29. marts 2010) var en dansk politiker, der var borgmester i Vallensbæk Kommune fra 1994 til sin død, valgt for Konservative.
Hockerup var uddannet lærer og havde arbejdet som skoleinspektør.
Han blev valgt til kommunalbestyrelsen første gang i 1966. Han var i mange år formand for kommunens tekniske udvalg, og blev borgmester i 1994. I 2004 krævede han at kommunen forblev selvstændig ved den kommende kommunalreform, hvilket flertallet af vælgerne ved en folkeafstemning bakkede op om. Vallensbæk fik en samarbejdsaftale med Ishøj Kommune og forblev dermed selvstændig.